# Pandemia de COVID-19 en Diamond Princess
Se confirmó que la pandemia de COVID-19 había llegado al crucero Diamond Princess en febrero de 2020, durante un viaje que comenzó el 20 de enero de 2020. Más de 700 personas de las 3711 que habían se infectaron de COVID-19, y 14 personas de todas ellas fallecieron. En ese momento, el crucero representaba más de la mitad de los casos notificados de SARS-CoV-2 fuera de China continental.

## Fondo
En diciembre de 2019 se identificó un nuevo coronavirus que causó una enfermedad respiratoria en la ciudad de Wuhan, provincia de Hubei, China, y se informó a la Organización Mundial de la Salud (OMS) el 31 de diciembre de 2019, que confirmó su preocupación el 12 de enero de 2020. La OMS declaró el brote de una Emergencia de Salud Pública de Importancia Internacional el 30 de enero y una pandemia el 11 de marzo.
La tasa de letalidad de COVID-19  es mucho menor que la del SARS, una enfermedad relacionada que surgió en 2002, pero su transmisión ha sido significativamente mayor, lo que ha provocado un número total de muertes mucho mayor.

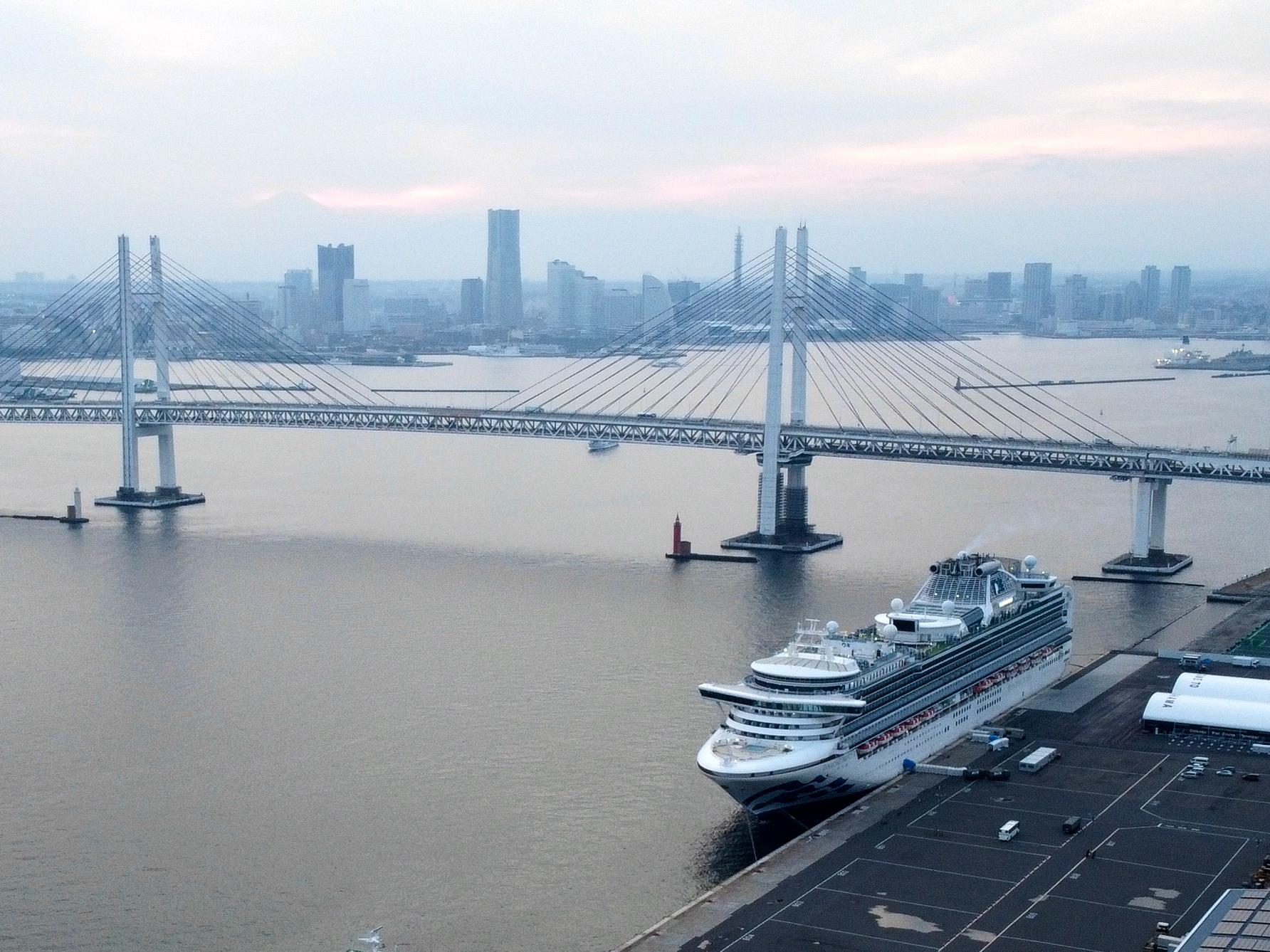
Diamond Princess sometido a un proceso de limpieza y desinfección en el muelle de Daikoku en el puerto de Yokohama fotografiado el 1 de marzo de 2020.

## Cronología

### Enero 2020
Diamond Princess partió del Puerto de Yokohama el 20 de enero de 2020 para un viaje de ida y vuelta facturado como un recorrido por el sudeste asiático durante el período de Año Nuevo Lunar, con 2666 pasajeros y 1045 tripulantes a bordo.
Un pasajero de 80 años de Hong Kong, China se había embarcado en Yokohama el mismo 20 de enero. Había estado en Shenzhen, provincia de Guangdong, China el 10 de enero, luego regresó a Hong Kong y voló a Tokio el 17 de enero para abordar el barco. Desarrolló una tos el 19 de enero, pero se fue a bordo. Dejó el crucero cuando el barco llegó a Hong Kong el 25 de enero.
El 31 de enero, el barco atracó en Taiwán, que según el vice primer ministro Chen Chi-mai: fue el país más antiguo en activar medidas de prevención epidémica contra esta enfermedad. Un artículo en el Journal of Medical Internet Research escrito por Chen, describe cómo los pasajeros del crucero COVID-19 fue rastreado más tarde usando geolocalización de teléfonos móviles, y cómo sus 627 386 contactos fueron alertados a través de mensajes de texto.

### Febrero 2020
El 1 de febrero, el barco llamó al puerto de Naha en Okinawa y fue puesto en cuarentena. Ese mismo día, el hombre de 80 años que desembarcó en Hong Kong seis días antes había dado positivo por COVID-19. Si tenía fiebre, fue al hospital y se hizo la prueba. El Departamento de Salud de Hong Kong se puso inmediatamente en contacto con el agente de la compañía operadora del barco, pero el barco no informó inmediatamente a los pasajeros y fueron notificados sobre eso el 3 de febrero, dos días después. Durante los días siguientes, el crucero tuvo espectáculos y fiestas de baile como de costumbre y también continuó abierto instalaciones públicas que atraen a grandes multitudes, incluyendo gimnasios, teatros, casinos, bares y restaurantes estilo bufet. 
En la noche del 3 de febrero, el crucero regresó al puerto de Yokohama y ancló frente a la costa del muelle de Daikoku sin atracción. El gobierno japonés decidió volver a poner en cuarentena al crucero de forma inusual porque puede haber personas infectadas. Funcionarios del Ministerio de Salud, Trabajo y Bienestar abordaron al crucero para cuarentena.
El 4 de febrero, las pruebas revelaron infecciones de 10 de 31 personas analizadas. Las autoridades decidieron aislar inmediatamente a todos los pasajeros a bordo durante 14 días.
El 5 de febrero, las autoridades anunciaron resultados positivos de las pruebas para el SARS-CoV-2 para 10 personas a bordo, la cancelación del crucero y que el barco estaba entrando en cuarentena durante 14 días sobre la base de las directrices de la Organización Mundial de la Salud. Un total de 3.700 pasajeros y tripulación fueron puestos en cuarentena por el Ministerio de Salud, Trabajo y Bienestar de Japón por lo que se esperaba que fuera un período de 14 días, fuera de Yokohama.
El 7 de febrero, el número total de personas a bordo con infecciones confirmadas por SARS-CoV-2 creció a 61.
El 8 de febrero, otros tres casos fueron detectados con lo que el total ascendió a 64.
El 9 de febrero, se detectaron seis casos, mientras que otros 65 fueron detectados el 10 de febrero, con lo que el total ascendió a 135. El número de instalaciones médicas locales desbordadas, y los pasajeros afectados fueron divididos en tres grupos de acuerdo a la condición, y evacuados a lugares adecuados, lo que permitió que los cuidados intensivos funcionen según lo previsto.
El 11 de febrero, 39 personas más dieron positivo por el virus, incluido un oficial de cuarentena, con lo que el total ascendió a 174. Se informó que los pasajeros con casos confirmados eran llevados a tierra para su tratamiento.
El 13 de febrero, 44 personas más dieron positivo por el virus, con lo que el total ascendió a 218.
El 15 de febrero se informó que más personas estaban infectadas, con lo que el total ascendió a 285.
El 16 de febrero se informó que más personas estaban infectadas, con lo que el total ascendió a 355. 
El 17 de febrero, el Ministerio de Salud, Trabajo y Bienestar confirmó 99 casos más, elevando el total a 454, 33 de los cuales eran miembros de la tripulación.
El 18 de febrero, otros 88 casos fueron confirmados, con lo que el total ascendió a 542. 
En la mañana del 17 de febrero (hora de Japón), dos aviones con chárter del gobierno de los Estados Unidos partieron hacia los Estados Unidos, llevando a cientos de ciudadanos estadounidenses que eran pasajeros del crucero. Entre unos 400 pasajeros de cruceros, 328 abordaron los aviones, excluyendo a aquellos que expresaron su intención de permanecer en el barco y 44 bajo tratamiento en Japón. El gobierno de los Estados Unidos inicialmente pidió a Japón que los mantuviera a bordo durante 14 días sobre la base de la directriz de los CDC a pesar de la propuesta del gobierno japonés de traer pasajeros estadounidenses de vuelta a casa temprano. El gobierno de los Estados Unidos, sin embargo, cambió su política de regresar a casa el 15 de febrero. El primer avión aterrizó en la Base de la Fuerza Aérea Travis en California a medianoche el 16 de febrero (hora de los Estados Unidos), y el otro avión aterrizó en la Base Conjunta San Antonio en Texas en la madrugada del 17 (hora de los Estados Unidos). Canadá, Hong Kong, Australia e Italia también siguieron a los Estados Unidos en pocos días. Había 164 pasajeros australianos, de los cuales 24 estaban infectados, y ocho fueron enviados durante 14 días de cuarentena a Darwin. Uno de estos pasajeros australianos moriría el 1 de marzo.
El 18 de febrero, Michael J. Ryan, Director Ejecutivo del Programa de Emergencias Sanitarias de la Organización Mundial de la Salud, dijo que las medidas del Japón para poner en cuarentena a los pasajeros y el personal a bordo en el puerto de Yokohama durante dos semanas era preferible que se dispersara por todo el mundo. Sin embargo, dijo que estaba decepcionado por el continuo aumento del número de personas infectadas.
El 18 de febrero, Kentaro Iwata, un experto en enfermedades infecciosas de la Universidad de Kobe, subió un video en YouTube en el que planteó preguntas sobre las medidas adoptadas para prevenir epidemias en Diamond Princess poco después de abordar el barco. Lo quitó el 20 de febrero.
El 19 de febrero, los pasajeros con resultados negativos de las pruebas comenzaron a desembarcar.
El 20 de febrero, el director general de la Organización Mundial de la Salud informó de que el número total de casos fuera de China era de 1.076, y declaró que más de la mitad de estos casos ocurrieron entre los pasajeros de Diamond Princess.

### Marzo 2020
El 1 de marzo, todos los pasajeros y miembros de la tripulación se habían desembarcado del crucero.
A principios de marzo de 2020, Indonesia evacuó a 69 tripulantes indonesios de Diamond Princess, después de que sus resultados de pruebas COVID-19 en Japón fueran negativos. Sin embargo, un buque hospital naval indonesio que los llevaba a la isla de Sebaru por un período de cuarentena obligatorio tenía dos tripulantes enfermos. Todos fueron probados de nuevo; 67 pasó la segunda prueba, pero dos no lo hicieron y fueron probados de forma nueva con una prueba más precisa y diferente, con un resultado negativo y otro positivo. Las 68 personas con pruebas negativas desembarcaron en la isla de Sebaru para observación y el caso positivo fue evacuado en helicóptero al Hospital Persahabatan. Finalmente, los 69 miembros de la tripulación recibieron resultados negativos de la prueba COVID-19.
A finales de marzo, se dijo que 712 de 3711 personas en Diamond Princess, o el 19,2%, habían sido infectadas por el COVID-19.

### Mayo 2020
El 16 de mayo, Diamond Princess partió del puerto de Yokohama. Se dijo que el barco iba hacia Malasia.

## Crítica
Hay muchas críticas duras a las medidas de prevención epidémica de Cuarentena en los cruceros de Japón. Existe la posibilidad de que la cuarentena en un crucero sea peligrosa, ya que el crucero no utiliza filtros HEPA que puedan examinar eficazmente el 99 por ciento de las partículas, como se utiliza en los aviones modernos.
Kentaro Iwata, un experto en enfermedades infecciosas de la Universidad de Kobe que visitó el barco, criticó fuertemente la gestión de la situación en dos videos de YouTube ampliamente distribuidos publicados el 18 de febrero. Llamó a Diamond Princess un molino COVID-19. Dijo que las áreas posiblemente contaminadas por el virus no estaban separadas de ninguna manera de las zonas libres de virus, había numerosos lapsos en las medidas de control de infecciones y que no había ningún profesional a cargo de la prevención de infecciones: los burócratas estaban a cargo de todo. Los funcionarios japoneses negaron las acusaciones y argumentaron que la zonificación a bordo, por supuesto, no era perfecta, pero no era una locura desde el punto de vista médico. Yoshihiro Yamahata y Ayako Shibata, dos médicos que atendieron a los pasajeros como socorristas, escribieron más tarde que al comienzo de la implementación de la cuarentena, teníamos que promulgar medidas basadas en información limitada, lo cual es confuso y que se pensaba que COVID-19 no podía propagarse a través de la transmisión de persona a persona, lo que explica por qué podría haber una brecha entre las medidas de control de infecciones nuevas y antiguas. Si bien los Centros para el Control y la Prevención de Enfermedades de los Estados Unidos elogiaron los esfuerzos para establecer medidas de cuarentena, su evaluación fue que puede no haber sido suficiente para impedir la transmisión entre las personas en el barco. Anthony Fauci, director del Instituto Nacional de Alergias y Enfermedades Infecciosas delos Estados Unidos, dijo que el proceso de cuarentena había fracasado. El Dr. Yoshihiro Takayama, quien trabajó en Diamond Princess como miembro del Ministerio de Salud, Trabajo y Bienestar y ayudó a Iwata a subir a bordo como miembro nominal de DMAT, señaló y corrigió los errores de Iwata en Facebook, diciendo que el video podría poner a los pasajeros del barco, la tripulación y el personal médico en una esquina. Takayama también reveló que Iwata se vio obligado a abandonar el barco en dos horas y sólo miró alrededor de la sala, y había sido despedido debido a problemas con los miembros y el personal de DMAT. Las autoridades también admitieron en una conferencia de prensa que Iwata, que era miembro del DMAT, trató de actuar solo, por lo que le pidieron que se fuera. Al día siguiente, el 20 de febrero, Iwata eliminó sus videos y se disculpó con los involucrados, pero todavía insistía en que la situación en el barco había sido caótica.
Un informe preliminar basado en los primeros 184 casos del Instituto Nacional de Enfermedades Infecciosas de Japón (NIID) estimó que la mayor parte de la transmisión en el barco se había producido antes de la cuarentena. La línea de cruceros, Princess Cruises, había asumido por primera vez que sólo había un riesgo mínimo y había iniciado sólo los protocolos de nivel más bajo para los brotes antes de la cuarentena. Para el 27 de febrero, al menos 150 de los miembros de la tripulación habían dado positivo por el virus. El Dr. Norio Ohmagari, asesor del gobierno superior y director del Centro de Prevención y Control de Enfermedades de Japón, admitió que el proceso de cuarentena podría no haber sido perfecto. Un miembro de la tripulación informó que se esperaba que muchos de la tripulación siguieran trabajando e interactuaran con los pasajeros incluso bajo la cuarentena. Princess Cruises declaró que el Ministerio de Salud de Japón era la autoridad principal que despoctrizó y ejecutaría protocolos de cuarentena, sin embargo, el Ministerio de Relaciones Exteriores de Japón declaró que se presentó un criterio de comportamiento, pero la responsabilidad última del medio ambiente seguro recayó en el operador del barco. Se descubrió que los trabajadores del servicio de alimentos probablemente habían sido la principal vía temprana de propagación. El 46,5% de los pasajeros infectados y los miembros de la tripulación no tenían síntomas en el momento de la prueba. El brote de buques tenía un número de reproducción básico de 14,8; mucho más alto que el habitual 2-4. Los cálculos indican que una evacuación temprana podría haber reducido el número de casos a sólo 76 casos, y que la cuarentena aplicada redujo el número de casos en unos 2300 casos.

## Reporte de encuesta
El profesor Hiroshi Nishiura de la Universidad de Hokkaidō, miembro de novel Coronavirus Expert Meeting, analizó los días en que fueron infectados en función de los datos de la fecha de inicio y el período de incubación de pasajeros y tripulaciones. Se especuló que los pasajeros estaban infectados durante los tres días del 2 al 4 de febrero. Sin embargo, la tripulación, que continuó apoyando la vida de los pasajeros como "trabajadores esenciales", se infectó una semana después del anclado del crucero. Aunque se establecieron reglas estrictas y se les distribuyó equipo médico como máscaras N95, era difícil para aquellos que no eran trabajadores médicos actuar según las instrucciones. El ambiente de vida de su vida comunitaria también aumentó el riesgo. No hubo sesgo ni regularidad en la distribución de sitios infectados en el crucero. Después de buscar rastros de los genes del virus, el lugar más común eran los pisos de baño modulares.
Según el Hospital Central de las Fuerzas de Autodefensa, que aceptaba a algunos de los pacientes del crucero, la edad promedio de los pacientes era de 68 años, y el número de hombres y mujeres era aproximadamente la mitad. Las tripulaciones de cruceros tenían principalmente entre 30 y 50 años, y los pasajeros tenían principalmente entre 70 y 48% de los pacientes tenían una enfermedad subyacente. Las enfermedades cardiovasculares como la hipertensión son las más comunes, seguidas por el trastorno endocrino como enfermedades de la tiroides, diabetes, enfermedades respiratorias y cáncer en ese orden. La condición de los pacientes durante la hospitalización fue leve (41,3%) y grave (26,9%), pero el 31,7% no tuvo hallazgos clínicos durante todo el período.
Los infectados recibieron tomografías computarizadas incluso síntomas asintomáticos y leves en el Hospital Central de FDS, y la mitad de ellos fueron encontrados como anomalías. Sus imágenes de TC mostraron una sombra de vidrio esmerilado, una característica de la nueva neumonía por coronavirus. Aproximadamente un tercio de los pacientes con sombras anormales en los pulmones posteriormente tuvieron síntomas de empeoramiento. A menudo comenzaron a empeorar el día 7 al 10 de sus primeros síntomas, que progresaron relativamente lentamente. El capitán Tamura, un oficial médico del Hospital Central de FDS, cree que la progresión de la inflamación en los pulmones del paciente en ausencia de síntomas subjetivos es una de las razones por las que las infecciones, que se pensaba que eran leves, parecían empeorar rápidamente. Lo llamaron "Neumonía Silenciosa" en el sentido de neumonía que se desarrolla sin ningún síntoma. Se encontró que el deterioro de la condición del paciente se puede detectar mediante la detección de la disminución de SpO2 (saturación de oxígeno en la sangre) en los ancianos y taquipnea en los jóvenes. Los factores de riesgo de mortalidad eran principalmente la edad (personas mayores) y las enfermedades básicas, pero hubo algunos casos en los que la enfermedad se hizo grave a pesar de que no lo eran. Sin embargo, la causa no pudo ser captada.
La prueba PCR a bordo se llevó a cabo ampliamente. Sin embargo, hubo varios casos en los que las pruebas PCR mostraron que eran negativas a pesar de tener contacto cercano con pacientes infectados que recibieron tomografías computarizadas y tenían sombras similares a los de vidrio en sus pulmones. Se suponía que los pacientes tenían dos pruebas PCR a intervalos para salir del hospital, pero en muchos casos la segunda fue positiva, a pesar de que la primera fue negativa. Tamura dijo que sentía que la sensibilidad de la prueba PCR era de aproximadamente 70%. El porcentaje de "alrededor del 70%" también fue declarado por el médico del Centro Nacional de Salud Global y Medicina que trató las infecciones por coronavirus. La sensibilidad es un índice para medir la proporción de positivos, en el caso del 70%, el 30% de los positivos reales pueden ser juzgados como falsos negativos y liberados. De hecho, hubo una serie de personas en Japón y en el extranjero que dieron positivo después de desembarcar, a pesar de que dieron negativo a bordo.

## Datos demográficos
De las 3711 personas a bordo del Diamond Princess en el crucero del 20 de enero de 1045 eran tripulantes y 2666 eran pasajeros. La mediana de edad de la tripulación era de 36 años, mientras que la mediana de edad de los pasajeros era de 69 años. Los pasajeros eran 55% mujeres y la tripulación era 81% hombres. De las 712 infecciones, 145 ocurrieron en la tripulación y 567 ocurrieron en pasajeros.

## Legado
La película del documentalista canadiense Mike Downie The COVID Cruise, sobre el brote de Diamond Princess, se emitió en noviembre de 2020 como un episodio de la serie documental científica de CBC Television The Nature of Things.